# Ludwig von Tetmajer

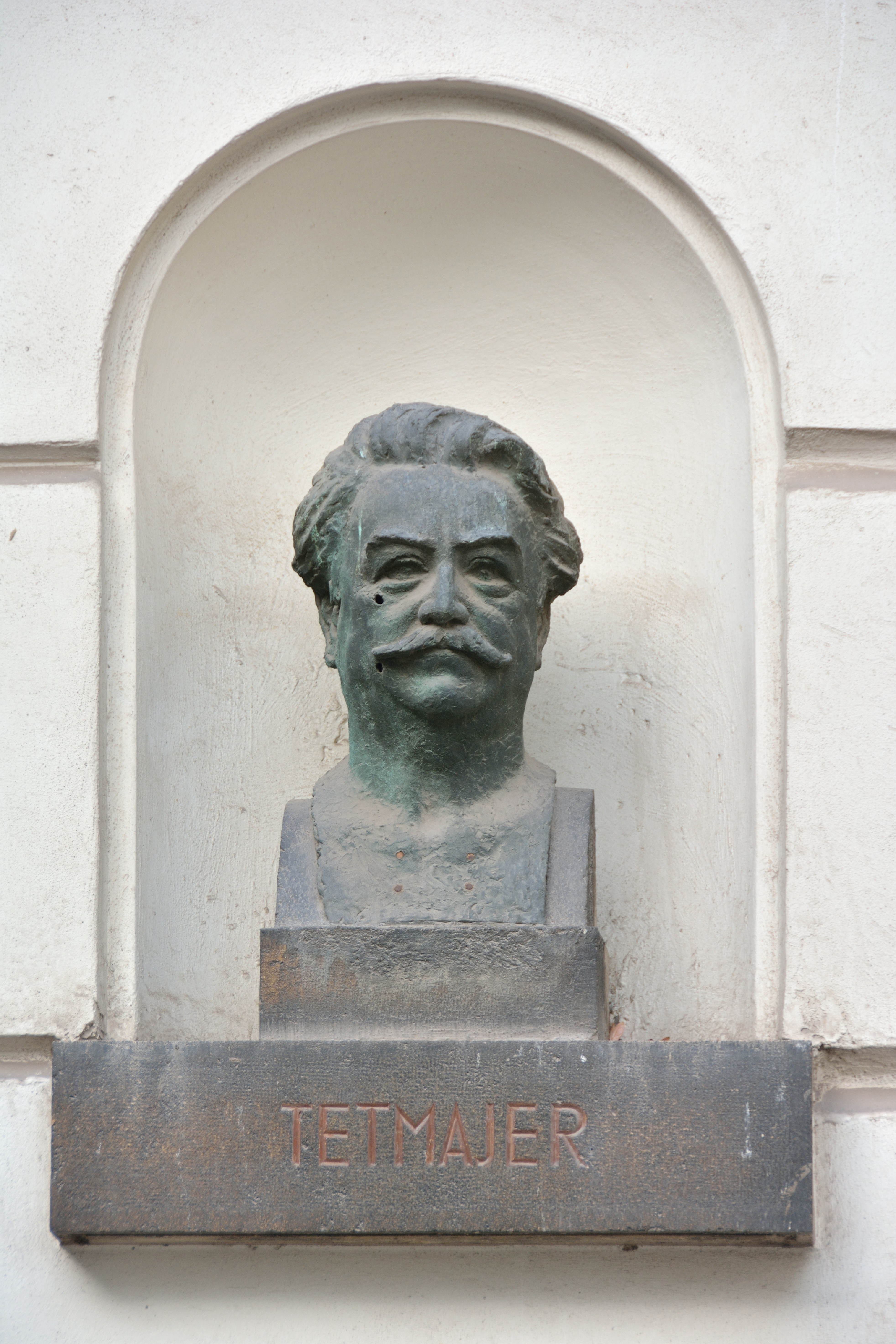
Büste zu Ehren von Ludwig von Tetmajer im Hof der Technischen Universität Wien

Ludwig von Tetmajer (auch: Ludwig von Tetmajer-Przerwa) (* 14. Juli 1850 in Krompach, Ungarn; † 1. Februar 1905 in Wien)
war Professor des Zürcher Polytechnikums (heute ETH Zürich) und gilt als Pionier der Materialprüfung und -forschung und Begründer der Eidgenössischen Materialprüfungs- und Forschungsanstalt.

## Leben
Ludwig wurde als zweites Kind von Wladyslaw Tetmajer, Direktor der Eisenhütte Marienthal in Krompach (heute Slowakei), und der Luise Elsner geboren. Sie gehörten der österreichisch-schweizerischen Tetmajer-Linie an, währenddessen seine Cousins, der Schriftsteller Kazimierz Przerwa-Tetmajer und der Maler Włodzimierz Tetmajer, der polnischen Linie entstammten. Seine Kindheit verbrachte er in der Umgebung der Eisenhütte, was ihn entscheidend beeinflusste. 1867 schloss er seine Mittelschule mit Auszeichnung ab und schrieb sich nach einem einjährigen Vorbereitungskurs an der Ingenieurschule des Eidgenössischen Polytechnikums in Zürich ein. 1872, mit 22 Jahren, schloss er das Studium als Bauingenieur mit dem bestmöglichen Ergebnis ab.
Zuerst arbeitete er als Praktikant bei der Schweizerischen Nordostbahn. 1873 kehrte er als Assistent des Professors für Statik Carl Culmann an das Eidgenössische Polytechnikum Zürich zurück und wurde noch im selben Jahr Privatdozent für Baumechanik.
Zwischenzeitlich absolvierte er 1875 den einjährig-freiwilligen Militärdienst im 66. österreichisch-ungarischen Infanterieregiment. Um das schweizerische Bürgerrecht erwerben zu können, schied er 1877 als Oberleutnant der Reserve aus dem k.u.k. Infanterieregiment Nr. 34 aus.
Nachdem er 1877 Schweizer Bürger (Bürgerrecht von Wipkingen) wurde, heiratete er am 24. Oktober 1877 in München die Opernsängerin Maria Luise Kindermann (* 3. März 1852; † 22. Juni 1912), Tochter des Hofopernsängers August Kindermann. Sie hatten die Kinder Elsa (* 26. August 1878), August Helmar von Tetmajer (* 12. Januar 1880; † 14. Juli 1946), den Familienchronisten, Architekt, Professor in Pilsen und Konsul in Luzern, und Bruno Friedrich (* 17. Juni 1887), Chemiker. Ludwig war der Großvater von Ludwig von Tetmajer (1907–1972) der Staatsarchivar in Luzern war.
1878 wurde er zum außerordentlichen Professor des Polytechnikums berufen. 1880 wurde Ludwig Tetmajer provisorischer und ab dem 1. Februar 1881 ständiger Direktor der Festigkeitsprüfungsanstalt (heute Eidgenössische Materialprüfungs- und Forschungsanstalt) und wenige Tage davor ordentlicher Professor für Baumechanik. Von nun an war das Wirken von Ludwig Tetmajer eng mit der Geschichte der Empa verknüpft.
Ab 1896 war er Präsident des neu gegründeten Internationalen Verbandes für die Materialprüfungen der Technik. 1901 wechselte er als Professor an die Technische Hochschule Wien und gab damit seine Lehrtätigkeit am Polytechnikum und die Leitung der eidgenössischen Festigkeitsanstalt ab. Im Studienjahr 1904/05 wurde er zum Rektor der Technischen Hochschule gewählt. Er war auch Mitgründer der TVFA Wien.

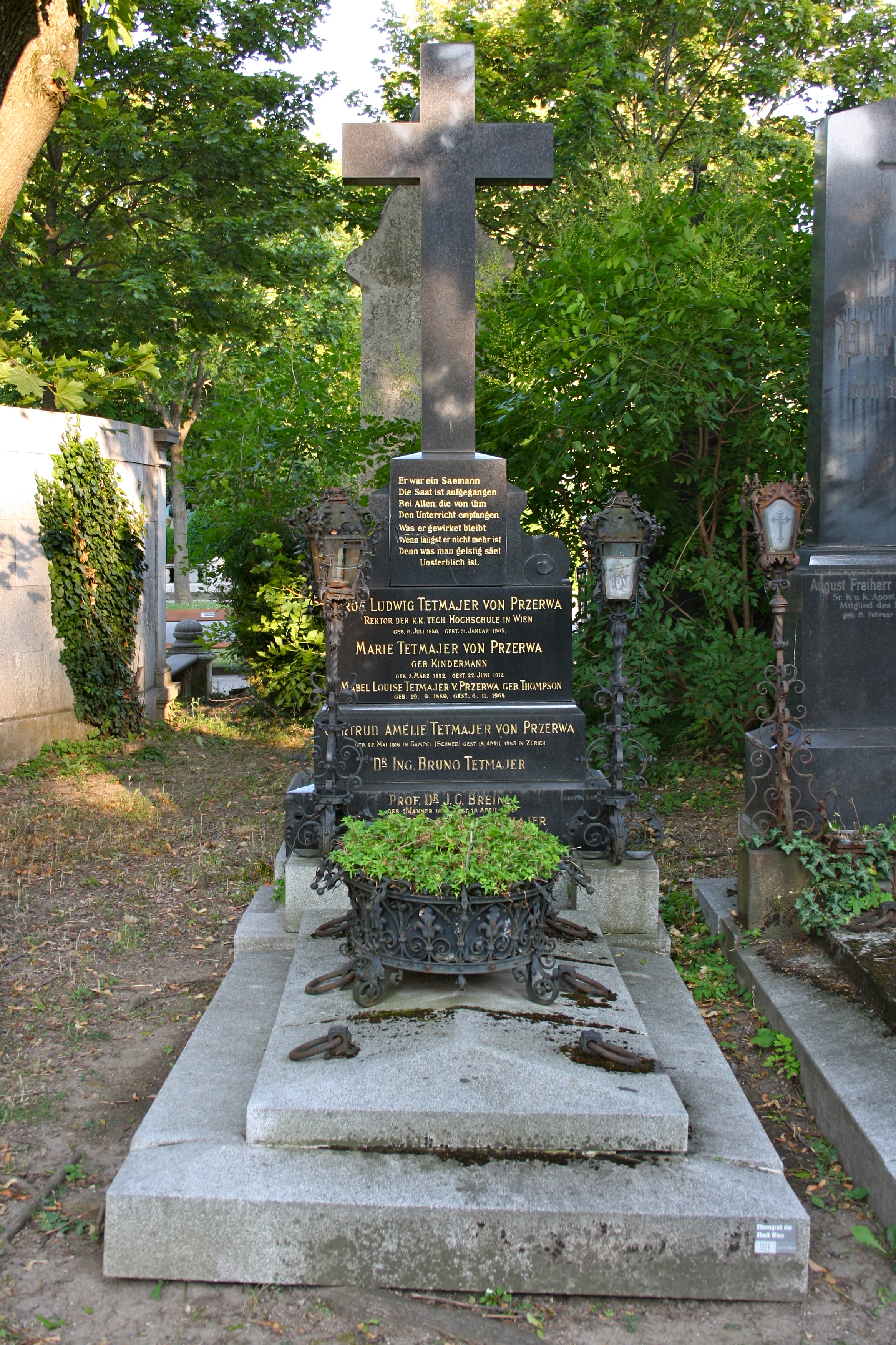
Grab von Ludwig von Tetmajer

Am 31. Januar 1905 brach Ludwig Tetmajer vor seinen Studenten infolge eines Gehirnschlages zusammen und starb in der folgenden Nacht, ohne das Bewusstsein wiederzuerlangen. Begraben ist er am Wiener Zentralfriedhof (14B/35).

## Leistungen
- Mitarbeit an diversen Eisenbahnbauten, insbesondere an der Gotthardbahn
- Entwicklung der Tetmajerischen Gleichung 1886 als Ergänzung der Eulerschen Knick-Gleichung.
- Untersuchung der von Gustave Eiffel erbauten und 1891 eingestürzten Eisenbahnbrücke (bis heute größte Eisenbahnkatastrophe der Schweiz) in Münchenstein und dadurch Entwicklung eines neuen Bemessungsverfahrens. (Siehe auch: Eisenbahnunglück von Münchenstein)
- Aufbau der Festigkeitsprüfungsanstalt, heute Empa, als internationales Zentrum für die Materialprüfung.
- Einführung des Doktortitels an der Technischen Universität Wien und damit qualitativer Verbesserung der Ausbildung.
- Erfindung des Tetmajer-Siebs, des Tetmajerschen Volumeters und der Tetmajerpresse.